# ラヨソサウルス
ラヨソサウルス（学名 Rayososaurus）は、ディプロドクス上科の草食竜脚類の属である。アルゼンチンのパタゴニア、ラヨソ累層で発見され、9900万年前の前期白亜紀に生息していた。タイプ種はR.agrionensisで1996年にアルゼンチンの古生物学者ホセ・ボナパルテによって命名された。ラヨソサウルスが本当に個別の属であるかどうかの議論もある。しかしながら、形態学的および時間的な差違は個別の属であるという説を支持するようだ。1つの肩甲骨、大腿骨、腓骨の一部の化石のみが見つかっている。ラケット形の肩甲骨はレッバキサウルス科の特徴である。

## 参照
1. ↑  Bonaparte, J.（1996）. "Cretaceous tetrapods of Argentina". Münchner Geowissenschaften Abhandlungen 30: 73-130.